# Rosario Cancellieri
Rosario Cancellieri (Vittoria, 5 novembre 1825 – Vittoria, 11 gennaio 1896) è stato un politico italiano.
Fu senatore del Regno d'Italia dalla XVII legislatura.